# Алберто Родригес Ларета
Алберто Родригес Ларета (на испански: Alberto Rodriguez Larreta) е бивш аржентински пилот от Формула 1. Роден е на 14 януари 1934 година в Буенос Айрес, Аржентина.

## Формула 1
Алберто Родригес Ларета дебютира във Формула 1 през 1960 г. в Голямата награда на Аржентина, в световния шампионат на Формула 1 записва 1 участия като не успява да спечели точки. Състезава се за отбора на Лотус.